# Diga di Devegeçidi
La diga di Devegeçidi è una diga della Turchia. Il fiume di Devegeçidi (Devegeçidi Çayı o fiume di Furtakşa (Furtakşa Çayı) sbocca nel Tigri a venti chilometri a valle della diga. Il lago è alimentato da tre fiumi. Si trova nella provincia di Diyarbakır.